# Родники (Соликамский район)
Родники — село в Соликамском районе Пермского края. Административный центр Родниковского сельского поселения.

## История
Родники упоминаются (отмечены) в Атласе Соликамского уезда Пермской Губернии, как д.Коновалова. Атлас был освидетельствован землемером Коллежским Регистратором А.Земляникиным в 1790 году, а какого года сам Атлас не известно. Стояла д.Коновалова (Родники) на р.Суходойка, которая впадала в оз.Долгое, вблизи д.Чашкина. 
Населённый пункт известен как посёлок с 1950 года. Есть версия, что название было заимствовано у близлежащей деревни Родники, которая была ликвидирована 21 января 1975 года. Но согласно историческим архивам карт конца XVIII века, вблизи не было деревень с подобным названием. д.Коновалова располагалась на текущем месте с.Родники при сличении карт. Селом Родники официально никогда раньше не было. Первоначально здесь существовало подсобное хозяйство.  
14 апреля 1969 года создана Соликамская птицефабрика. 
С 21 августа 1979 до января 2006 года Родники были центром Родниковского сельского совета.

## Географическое положение
Расположено примерно в 13 км к югу от районного центра, города Соликамск.

## Население
| 2010 | 2021  |
| ---- | ----- |
| 1689 | ↘1419 |

## Улицы[5]
- 2-й Юбилейный пер.
- Банный пер.
- Гаражная ул.
- Железнодорожный ул.
- Майская ул.
- Молодёжная ул.
- Набережная ул.
- Родниковская ул.
- Советская ул.
- Фабричная ул.
- Школьная ул.
- Юбилейная ул.
- Юбилейный 1-й пер.

## Топографические карты
- Лист карты O-40-18 Березняки. Масштаб: 1 : 100 000. Издание 1977 г.